# Gemini 7

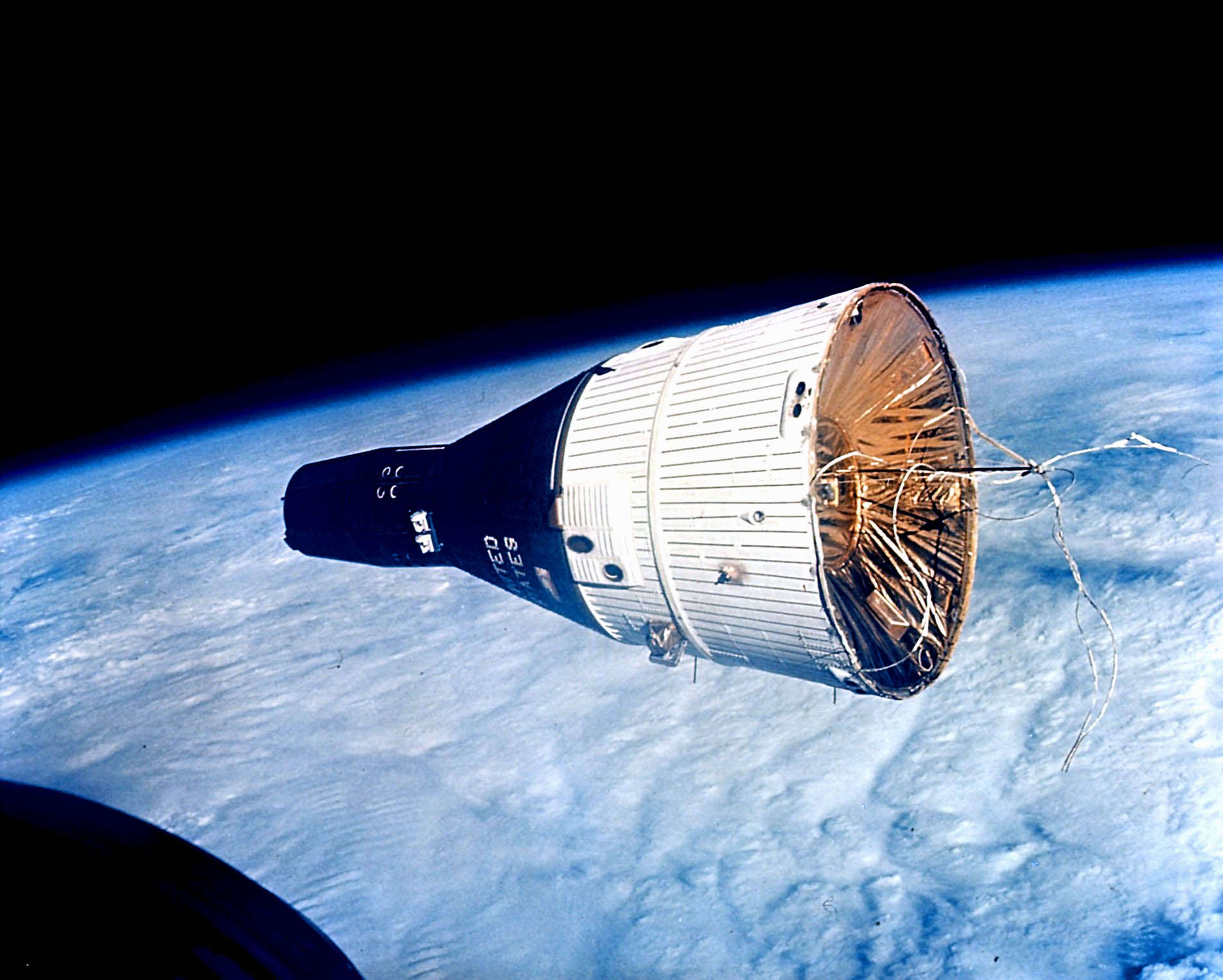
Gemini 7 tijdens rendezvous met Gemini 6A

Gemini 7 was de vierde van tien bemande ruimtevluchten in het kader van het Amerikaanse Geminiprogramma. Het duurrecord voor bemande ruimtevluchten werd wederom gebroken. Tevens voerde de Gemini 7 met de Gemini 6A het eerste zogenoemde rendezvous uit.
Het doel van de Gemini 7 was om een vlucht van 14 dagen uit te voeren en het effect daarvan op de bemanning te bestuderen.
Een ander belangrijk doel was de ontmoeting met de Gemini 6A, waarbij de bemanning van de Gemini 6A oefende in het uitvoeren van rendezvousmanoeuvres. De Gemini 6A werd 11 dagen na de Gemini 7 gelanceerd. Het was voor het eerst dat twee bemande Amerikaanse ruimtevaartuigen in de ruimte vlogen. De Sovjet-Unie had enkele jaren daarvoor twee keer gezamenlijke vluchten uitgevoerd, met de Vostok 3 en 4, en met de Vostok 5 en 6. Tijdens de gezamenlijke vlucht van Gemini 7 en 6A waren voor het eerst in de geschiedenis vier mensen tegelijkertijd in de ruimte.
De Gemini 7 landde 11,8 kilometer naast het beoogde doel in de Atlantische Oceaan.
Het duurrecord van de Gemini 7 hield vier en een half jaar stand tot het werd gebroken door de vlucht van de Sojoez 9.
De capsule van de Gemini 7 wordt tentoongesteld in het National Air and Space Museum (Smithsonian Institution) in Washington D.C., Verenigde Staten.